# Hoekenrode

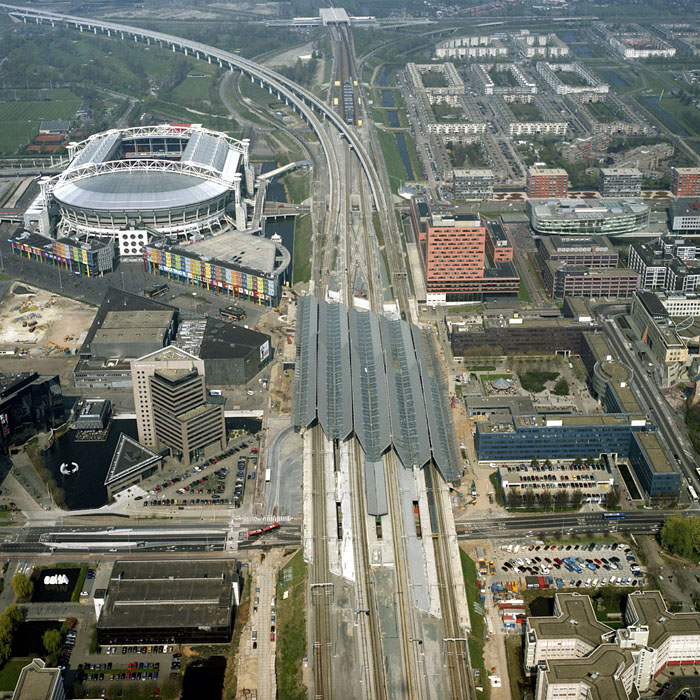
Hoekenrodeplein met oude inrichting, ingeklemd tussen gebouw Nieuw Amsterdam, rechts van het stationsgebouw.

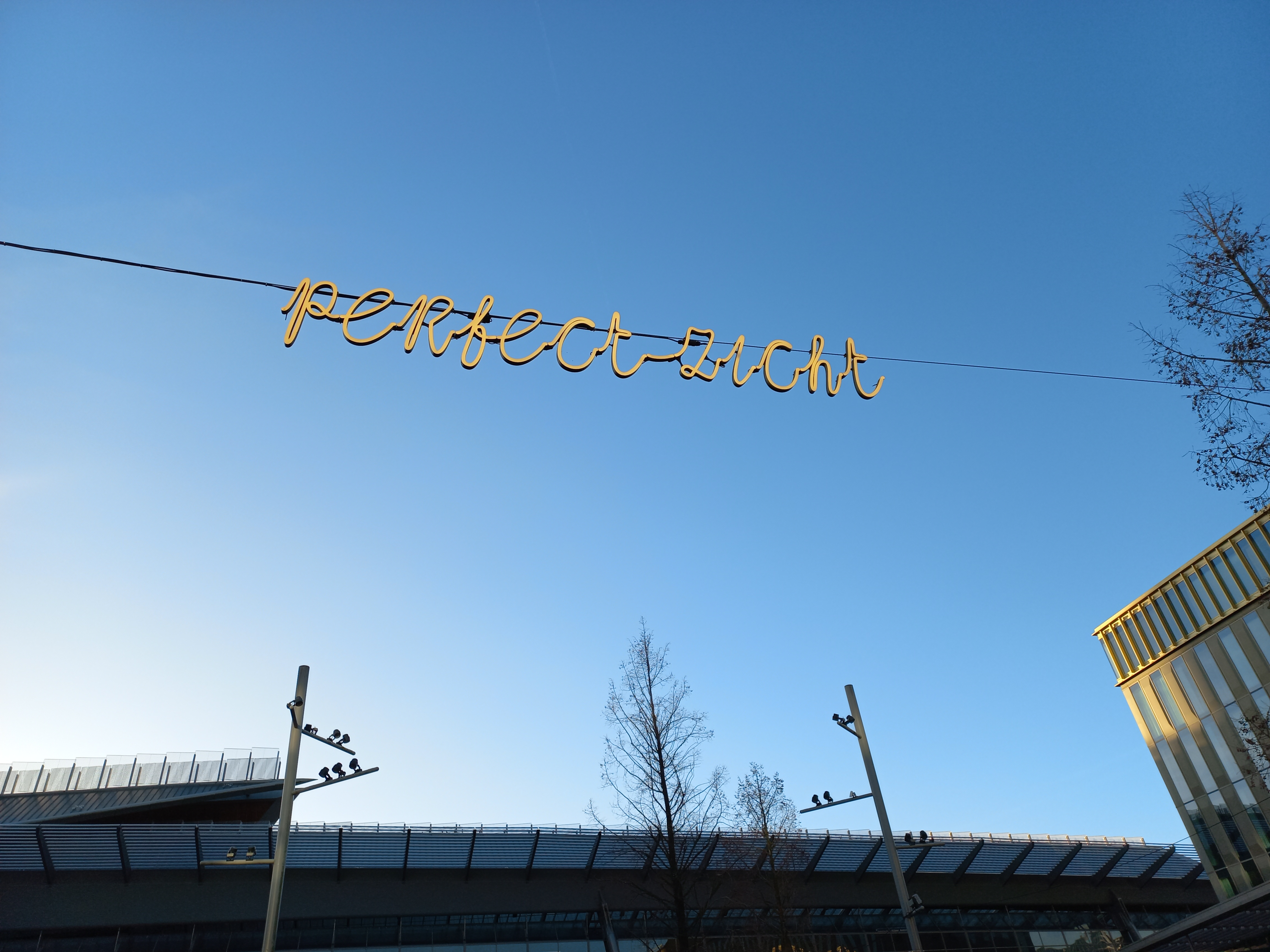
Verlihctingselement Perfect zicht (december 2023)

Hoekenrode, in de volksmond ook wel Hoekenrodeplein is een groot plein tussen de Amsterdamse Poort en Station Amsterdam Bijlmer ArenA in de wijk Bijlmermeer in Amsterdam-Zuidoost.
Aan Hoekenrode zijn in gebouw Nieuw Amsterdam een Hampton by Hilton, Vattenfall en enkele horecazaken gevestigd. In 2014 werd het plein heringericht met nieuw straatmeubilair en opvallende 20 jaar oude sequoiabomen.
De straat/het plein kreeg in 1984 haar naam, een vernoeming naar de boerderij Hoekenrode nabij De Bilt.
Boven de oostelijk toe- en uitgang hangt het kunstwerk City cells van Karin van Dam. Op het plein hangen ook enkele verlichtingselementen in de lucht.